# Klaus Lemke (Grafiker)
Klaus Lemke (* 26. März 1936 in Stettin; † 31. Mai 2017 in Michendorf) war ein deutscher Gebrauchsgrafiker.

## Leben und Werk
Lemke absolvierte von 1951 bis 1954 eine Lehre als Dekorateur und Gebrauchsgrafiker und studierte dann bis 1957 an der Fachschule für angewandte Kunst Heiligendamm. Anschließend war er bis 1959 Gebrauchsgrafiker in der Werbeabteilung des VEB Carl Zeiss Jena. Danach arbeitete er freischaffend vor allem in Potsdam. Er machte insbesondere Arbeiten für große Auftraggeber. So erhielt er Aufträge für Werbematerialien von Zeiss und anderen Großbetrieben, u. a. Berlin-Chemie, Filmfabrik Wolfen und Büromaschinenwerk Sömmerda und von der Kammer für Außenhandel der DDR. Er entwarf auch politische, Film-, Theater- und andere Veranstaltungsplakate und Logos, z. B. für die Schwimmhalle am Brauhausberg.
Lemke war bis 1990 Mitglied des Verbands Bildender Künstler der DDR und ab 1970 Mitglied deren Zentraler Sektionsleitung Gebrauchsgrafik und Leiter der Zentralen Arbeitsgemeinschaft Wirtschaftsgrafik. Er beteiligte sich mehrmals am wichtigen Wettbewerb Die 100 besten Plakate des Jahres.
Zuletzt lebte Lemke in Kleinmachnow.

## Ehrungen
- 1967: Auszeichnung im Wettbewerb Die 100 besten Plakate des Jahres (damals offenbar noch Schönste Plakate)
- 1977: 2. Preis im Plakatwettbewerb zum 60. Jahrestag der Oktoberrevolution
- 1980: 3. Preis in der Kategorie Gesellschaftliches Plakat im Wettbewerb Die 100 besten Plakate des Jahres (für das Plakat Denk an Deine Sicherheit)
- 1981: Verdienstmedaille der DDR
- 1983: 1. Preis in der Kategorie Gesellschafts- und Wirtschaftsplakat des Wettbewerbs Die 100 besten Plakate des Jahres
- 1984: Kunstpreis des FDGB

## Teilnahme an zentralen und wichtigen regionalen Ausstellungen in der DDR
- 1962 bis 1988: Dresden, Fünfte Deutsche Kunstausstellung bis X. Kunstausstellung der DDR
- 1965: Berlin, Deutsche Akademie der Künste („Junge Künstler. Gebrauchsgraphik“)
- 1969: Potsdam, Bezirkskunstausstellung
- 1983: Berlin und weitere Städte („Karl Marx. Künstlerbekenntnisse“)
- 1985: Berlin, Nationalgalerie („Auf gemeinsamen Wegen. Kunstausstellung zum 40. Jahrestag des Sieges über den Hitlerfaschismus und der Befreiung des deutschen Volkes“)
- 1985: Berlin, Berliner Stadtbibliothek („Marken und Zeichen aus der DDR“)